# KHL Medveščak
KHL Medveščak (celým názvem: Klub hokeja na ledu Medveščak) je chorvatský klub ledního hokeje, který sídlí v Záhřebu. Založen byl v roce 1961. Tým působí v International Hockey League a v domácí chorvatské lize. Klubové barvy jsou modrá a bílá.

## Historie
V letech 2009–2013 hrával Rakouskou hokejovou ligu, současně také působil v chorvatské hokejové lize. V rámci Chorvatska jde o zdaleka nejúspěšnější hokejový klub, který vybojoval celkově 22 titulů mistra Chorvatska, a je také divácky nejoblíbenější. Jeho návštěvnost na ligová utkání se pohybuje kolem 7 tisíc fanoušků a v sezoně 2010/11 se v rámci klubů celé Evropy umístil s průměrnou návštěvou 7 837 diváků na utkání na 13. místě.. V jeho dresu působí řada rodilých Kanaďanů či Američanů s chorvatskými předky. V sezóně EBEL 2011/12 se umístil v základní části na druhém místě, v play-off vypadl v semifinále s EC KAC. V letech 2013–2017 hrával Záhřeb v Kontinentální hokejové lize, jedné z nejprestižnějších hokejových lig v Evropě. Odchod z prestižní ligy přišel z finančních důvodů.
Po odchodu z ruské KHL se očekávala od záhřebského klubu finanční stabilizace. Po dvou letech po opětovném vstupu do EBEL se ovšem stal přesný opak. Před sezónou 2018/19 opustil klub hlavní sponzor, který v rychlém spádu následovali i ostatní kluboví partneři. Záhřebští tak nedokázali generovat peníze ani na svůj vlastní provoz a museli odehrát celou letní přípravu v nedalekém Sisaku.
Následující měsíce se pak nenašel ani nový majitel a tak musel klub začít hromadně propouštět své hráče, kterým v tu chvíli dlužil výplatu za celou sezónu. Kuriózně poté zní i situace, kdy si jeden ze zbývajících hráčů v sestavě zlomil při venkovním utkání nohu a musel si pak zajistit odvoz domů na vlastní náklady. I přes to oznámilo vedení rakouské soutěže, že od Záhřebu očekává dohrání sezóny s výjimkou pro minimální počet hráčů v zápase. Záhřebští totiž odehrávali většinu zbývajících zápasů v deseti mužích na lavičce. Na konci ledna 2019 už klub neměl ani na hokejky a vedení soutěže muselo udělat razantní krok v podobě vyloučení záhřebských z EBEL k 2. února. Rozhodnutí o vyloučení se odehrálo na společném zasedání valného shromáždění v Salcburku. O dalším osudu klubu se bude rozhodovat po ukončení sezóny 2018/19.
Jejich domovským stadionem je Dom sportova s kapacitou 6 400 diváků, několik utkání v sezóně ale odehraje také v Areně Zagreb s kapacitou 15 024 diváků.

## Získané trofeje

### Vyhrané domácí soutěže
- Jugoslávský mistr v ledním hokeji ( 3× )
  - 1988/89, 1989/90, 1990/91
- Chorvatský mistr v ledním hokeji ( 22× )
  - 1994/95, 1996/97, 1997/98, 1998/99, 1999/00, 2000/01, 2001/02, 2002/03, 2003/04, 2004/05, 2005/06, 2007/07, 2008/09, 2009/10 (rez.), 2010/11 (rez.), 2011/12 (rez.), 2012/13 (rez.), 2013/14 (rez.), 2014/15 (rez.), 2015/16 (rez.), 2016/17 (rez.), 2017/18 (rez.)

### Vyhrané mezinárodní soutěže
- International Hockey League ( 1× )
  - 2017/18 (rez.)

## Češi a Slováci v týmu
| Ročník    | Hráči ČR                                                               | Kapitán     | Link |
| --------- | ---------------------------------------------------------------------- | ----------- | ---- |
| 2015/2016 | Marek Kvapil, Tomáš Mertl, Radek Smoleňák                              | Mike Glumac |      |
| 2016/2017 | Tomáš Mertl odchod do Salavat Julajev Ufa, Jakub Krejčík, Jiří Smejkal | Mike Glumac |      |

## Přehled ligové účasti

### A-tým
Stručný přehled
Zdroj: 
- 1961–1991: Jugoslávská liga ledního hokeje (1. ligová úroveň v Jugoslávii)
- 1991–2009: Prvenstvo Hrvatske u hokeju na ledu (1. ligová úroveň v Chorvatsku)
- 2009–2013: Erste Bank Eishockey Liga (1. ligová úroveň v Rakousku / mezinárodní soutěž)
- 2013–2017: Kontinentální hokejová liga (1. ligová úroveň v Rusku / mezinárodní soutěž)
- 2017–2019: Erste Bank Eishockey Liga (1. ligová úroveň v Rakousku / mezinárodní soutěž)

Jednotlivé ročníky
Zdroj: 
Legenda: ZČ - základní část, červené podbarvení - sestup, zelené podbarvení - postup, fialové podbarvení - reorganizace, změna skupiny či soutěže
| Jugoslávie (1961 – 1991) |                           |           |           |                                                  |                       |
| Sezóny                   | Soutěž                    | Úroveň    | ZČ        | Play-off, nadstavba, sk. o udržení...            | Poznámky              |
| 1961/62                  | 1. liga – sk. B           | 1. úroveň | 2. místo  | Konečná tabulka (6. místo)                       |                       |
| 1962/63                  | 1. liga                   | 1. úroveň | 8. místo  |                                                  |                       |
| 1963/64                  | 1. liga                   | 1. úroveň | 3. místo  |                                                  |                       |
| 1964/65                  | 1. liga                   | 1. úroveň | 5. místo  |                                                  |                       |
| 1965/66                  | 1. liga                   | 1. úroveň | 2. místo  |                                                  |                       |
| 1966/67                  | 1. liga                   | 1. úroveň | 3. místo  |                                                  |                       |
| 1967/68                  | 1. liga                   | 1. úroveň | 2. místo  |                                                  |                       |
| 1968/69                  | 1. liga                   | 1. úroveň | 2. místo  |                                                  |                       |
| 1969/70                  | 1. liga                   | 1. úroveň | 3. místo  |                                                  |                       |
| 1970/71                  | 1. liga                   | 1. úroveň | 3. místo  |                                                  |                       |
| 1971/72                  | 1. liga                   | 1. úroveň | 3. místo  |                                                  |                       |
| 1972/73                  | 1. liga                   | 1. úroveň | 3. místo  |                                                  |                       |
| 1973/74                  | 1. liga                   | 1. úroveň | 3. místo  |                                                  |                       |
| 1974/75                  | 1. liga                   | 1. úroveň | 3. místo  |                                                  |                       |
| 1975/76                  | 1. liga                   | 1. úroveň | 3. místo  |                                                  |                       |
| 1976/77                  | 1. liga                   | 1. úroveň | 3. místo  |                                                  |                       |
| 1977/78                  | 1. liga                   | 1. úroveň | 3. místo  |                                                  |                       |
| 1978/79                  | 1. liga                   | 1. úroveň | 4. místo  |                                                  |                       |
| 1979/80                  | 1. liga                   | 1. úroveň | 4. místo  |                                                  |                       |
| 1980/81                  | 1. liga                   | 1. úroveň | 6. místo  |                                                  |                       |
| 1981/82                  | 1. liga                   | 1. úroveň | 5. místo  |                                                  |                       |
| 1982/83                  | 1. liga                   | 1. úroveň | 3. místo  | Finálová skupina (3. místo)                      |                       |
| 1983/84                  | 1. liga                   | 1. úroveň | 3. místo  | Finálová skupina (4. místo)                      |                       |
| 1984/85                  | 1. liga                   | 1. úroveň | 8. místo  | Skupina o umístění (8. místo)                    |                       |
| 1985/86                  | 1. liga                   | 1. úroveň | 6. místo  |                                                  |                       |
| 1986/87                  | 1. liga                   | 1. úroveň | 7. místo  |                                                  |                       |
| 1987/88                  | 1. liga                   | 1. úroveň | 4. místo  |                                                  |                       |
| 1988/89                  | 1. liga                   | 1. úroveň | 1. místo  |                                                  |                       |
| 1989/90                  | 1. liga                   | 1. úroveň | 1. místo  |                                                  |                       |
| 1990/91                  | 1. liga                   | 1. úroveň | 1. místo  |                                                  | Reorganizace          |
| Chorvatsko (1991 – 2009) |                           |           |           |                                                  |                       |
| Sezóny                   | Soutěž                    | Úroveň    | ZČ        | Play-off, nadstavba, sk. o udržení...            | Poznámky              |
| 1991/92                  | Prvenstvo Hrvatske        | 1. úroveň | 2. místo  |                                                  |                       |
| 1992/93                  | Prvenstvo Hrvatske        | 1. úroveň | 3. místo  | Zápas o 3. místo (výhra)                         |                       |
| 1993/94                  | Prvenstvo Hrvatske        | 1. úroveň | 2. místo  | Finále                                           |                       |
| 1994/95                  | Prvenstvo Hrvatske        | 1. úroveň | 2. místo  | Vítěz                                            |                       |
| 1995/96                  | Prvenstvo Hrvatske        | 1. úroveň | 3. místo  | Zápas o 3. místo (výhra)                         |                       |
| 1996/97                  | Prvenstvo Hrvatske        | 1. úroveň | 1. místo  | Vítěz                                            |                       |
| 1997/98                  | Prvenstvo Hrvatske        | 1. úroveň | 1. místo  | Vítěz                                            |                       |
| 1998/99                  | Prvenstvo Hrvatske        | 1. úroveň | 1. místo  | Vítěz                                            |                       |
| 1999/00                  | Prvenstvo Hrvatske        | 1. úroveň | 1. místo  | Vítěz                                            |                       |
| 2000/01                  | Prvenstvo Hrvatske        | 1. úroveň | 1. místo  | Vítěz                                            |                       |
| 2001/02                  | Prvenstvo Hrvatske        | 1. úroveň | 1. místo  | Vítěz                                            |                       |
| 2002/03                  | Prvenstvo Hrvatske        | 1. úroveň | 1. místo  | Vítěz                                            |                       |
| 2003/04                  | Prvenstvo Hrvatske        | 1. úroveň | nehráno   | Vítěz                                            |                       |
| 2004/05                  | Prvenstvo Hrvatske        | 1. úroveň | 1. místo  | Vítěz                                            |                       |
| 2005/06                  | Prvenstvo Hrvatske        | 1. úroveň | 1. místo  | Vítěz                                            |                       |
| 2006/07                  | Prvenstvo Hrvatske        | 1. úroveň | 1. místo  | Finálová skupina (1. místo)                      |                       |
| 2007/08                  | Prvenstvo Hrvatske        | 1. úroveň | 1. místo  | Finále                                           |                       |
| 2008/09                  | Prvenstvo Hrvatske        | 1. úroveň | 1. místo  | Vítěz                                            | Přechod do EBEL       |
| Rakousko (2009 – 2013)   |                           |           |           |                                                  |                       |
| Sezóny                   | Soutěž                    | Úroveň    | ZČ        | Play-off, nadstavba, sk. o udržení...            | Poznámky              |
| 2009/10                  | Erste Bank Eishockey Liga | 1. úroveň | 8. místo  | Semifinále                                       |                       |
| 2010/11                  | Erste Bank Eishockey Liga | 1. úroveň | 8. místo  | Čtvrtfinále                                      |                       |
| 2011/12                  | Erste Bank Eishockey Liga | 1. úroveň | 2. místo  | Semifinále                                       |                       |
| 2012/13                  | Erste Bank Eishockey Liga | 1. úroveň | 2. místo  | Čtvrtfinále                                      | Přechod do KHL        |
| Rusko (2013 – 2017)      |                           |           |           |                                                  |                       |
| Sezóny                   | Soutěž                    | Úroveň    | ZČ        | Play-off, nadstavba, sk. o udržení...            | Poznámky              |
| 2013/14                  | KHL (Bobrovova divize)    | 1. úroveň | 4. místo  | Osmifinále (prohra 0:4 na zápasy s HC Lev Praha) | celkově 13. místo     |
| 2014/15                  | KHL (Bobrovova divize)    | 1. úroveň | 6. místo  | Ne                                               | celkově 23. místo     |
| 2015/16                  | KHL (Bobrovova divize)    | 1. úroveň | 5. místo  | Ne                                               | celkově 20. místo     |
| 2016/17                  | KHL (Bobrovova divize)    | 1. úroveň | 5. místo  | (celkově 24. místo)                              | Odstoupení ze soutěže |
| Rakousko (2017 – 2019)   |                           |           |           |                                                  |                       |
| Sezóny                   | Soutěž                    | Úroveň    | ZČ        | Play-off, nadstavba, sk. o udržení...            | Poznámky              |
| 2017/18                  | Erste Bank Eishockey Liga | 1. úroveň | 6. místo  | Čtvrtfinále                                      |                       |
| 2018/19                  | Erste Bank Eishockey Liga | 1. úroveň | 12. místo | Nadstavba B (bez účasti)                         | Odstoupení ze soutěže |

### B-tým
Zdroj: 
- 2009– : Prvenstvo Hrvatske u hokeju na ledu (1. ligová úroveň v Chorvatsku)
- 2015–2017: Slovenska hokejska liga (1. ligová úroveň ve Slovinsku)
- 2017– : International Hockey League (mezinárodní soutěž)

Legenda: ZČ - základní část, červené podbarvení - sestup, zelené podbarvení - postup, fialové podbarvení - reorganizace, změna skupiny či soutěže
| Chorvatsko (2009 – )    |                        |           |            |                                       |                       |
| Sezóny                  | Soutěž                 | Úroveň    | ZČ         | Play-off, nadstavba, sk. o udržení... | Poznámky              |
| 2009/10                 | Prvenstvo Hrvatske     | 1. úroveň | 1. místo   | Vítěz                                 |                       |
| 2010/11                 | Prvenstvo Hrvatske     | 1. úroveň | 2. místo   | Vítěz                                 |                       |
| 2011/12                 | Prvenstvo Hrvatske     | 1. úroveň | 2. místo   | Vítěz                                 |                       |
| 2012/13                 | Prvenstvo Hrvatske     | 1. úroveň | 3. místo   | Vítěz                                 |                       |
| 2013/14                 | Prvenstvo Hrvatske     | 1. úroveň | 3. místo   | Vítěz                                 |                       |
| 2014/15                 | Prvenstvo Hrvatske     | 1. úroveň | 3. místo   | Vítěz                                 |                       |
| 2015/16                 | Prvenstvo Hrvatske     | 1. úroveň | 3. místo   | Vítěz                                 |                       |
| 2016/17                 | Prvenstvo Hrvatske     | 1. úroveň | 1. místo   | Vítěz                                 |                       |
| 2017/18                 | Prvenstvo Hrvatske     | 1. úroveň | bez účasti | Vítěz                                 |                       |
| 2018/19                 | Prvenstvo Hrvatske     | 1. úroveň | bez účasti | Finále                                |                       |
| Slovinsko (2015 – 2017) |                        |           |            |                                       |                       |
| Sezóny                  | Soutěž                 | Úroveň    | ZČ         | Play-off, nadstavba, sk. o udržení... | Poznámky              |
| 2015/16                 | Slovenska liga – sk. A | 1. úroveň | 7. místo   |                                       |                       |
| 2016/17                 | Slovenska liga         | 1. úroveň | 5. místo   |                                       | Odstoupení ze soutěže |
| Celoevropské soutěže    |                        |           |            |                                       |                       |
| Sezóny                  | Soutěž                 | Úroveň    | ZČ         | Play-off, nadstavba, sk. o udržení... | Poznámky              |
| 2017/18                 | IHL                    | 1. úroveň | 4. místo   | Vítěz                                 |                       |
| 2018/19                 | IHL                    | 1. úroveň | 6. místo   | Čtvrtfinále                           |                       |

## Účast v mezinárodních pohárech
Zdroj: 
Legenda: SP - Spenglerův pohár, EHP - Evropský hokejový pohár, EHL - Evropská hokejová liga, SSix - Super six, IIHFSup - IIHF Superpohár, VC - Victoria Cup, HLMI - Hokejová liga mistrů IIHF, ET - European Trophy, HLM - Hokejová liga mistrů, KP - Kontinentální pohár
- EHP 1989/1990 – 1. kolo, sk. C (3. místo)
- EHP 1990/1991 – 2. kolo, sk. A (3. místo)
- EHP 1995/1996 – Čtvrtfinálová skupina B (4. místo)
- KP 1997/1998 – Předkolo, sk. B (3. místo)
- KP 1998/1999 – 1. kolo, sk. L (3. místo)
- KP 1999/2000 – Předkolo, sk. B (3. místo)
- KP 2000/2001 – 1. kolo, sk. H (4. místo)
- KP 2001/2002 – Předkolo, sk. C (3. místo)
- KP 2002/2003 – Předkolo, sk. C (2. místo)
- KP 2003/2004 – Předkolo, sk. D (2. místo)
- KP 2004/2005 – Předkolo, sk. B (2. místo)
- KP 2005/2006 – Předkolo, sk. A (2. místo)
- SP 2014 – Čtvrtfinále
- KP 2018/2019 – 3. kolo, sk. E (3. místo)

## Galerie

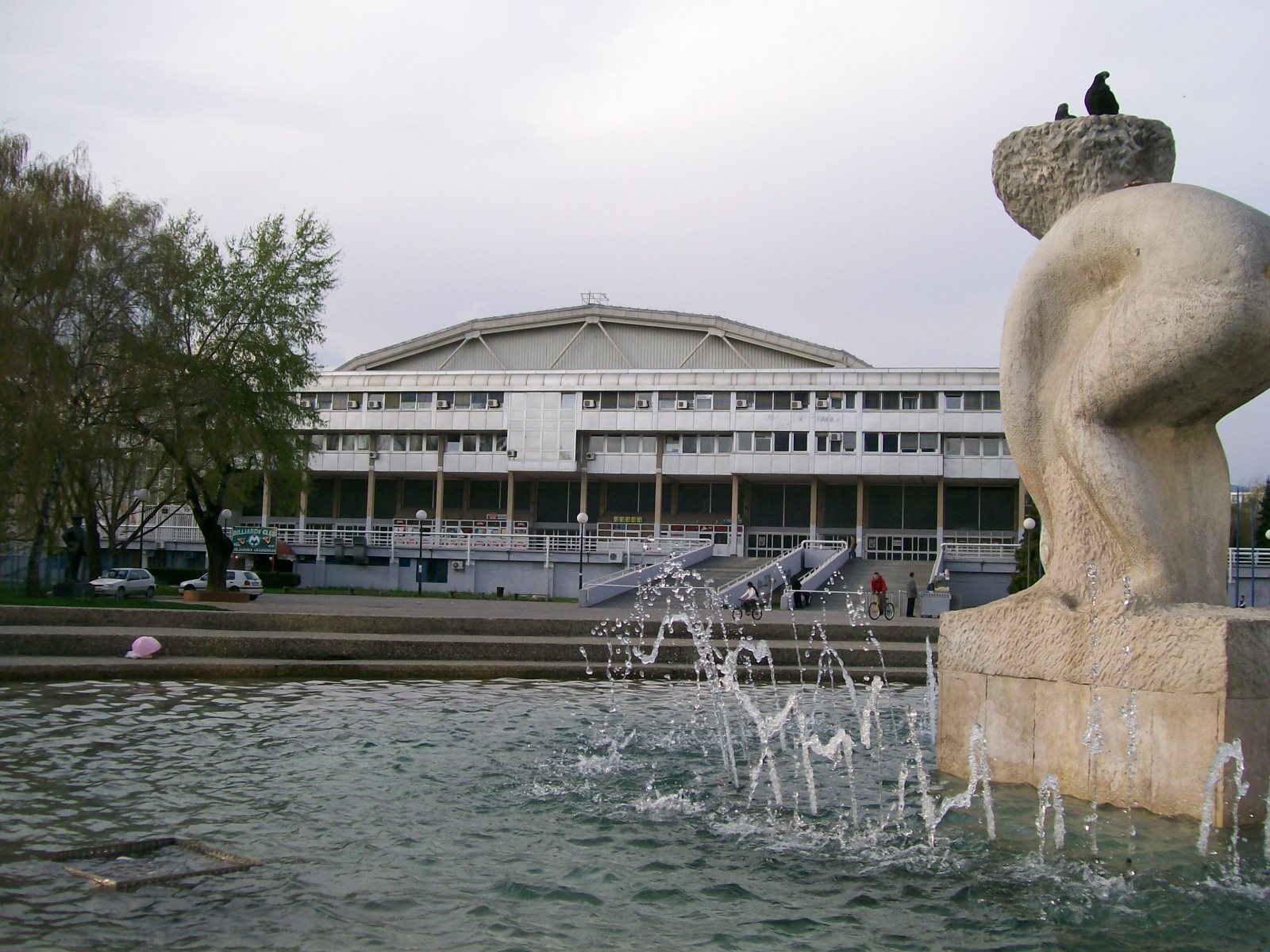
Domácí hala Dom sportova
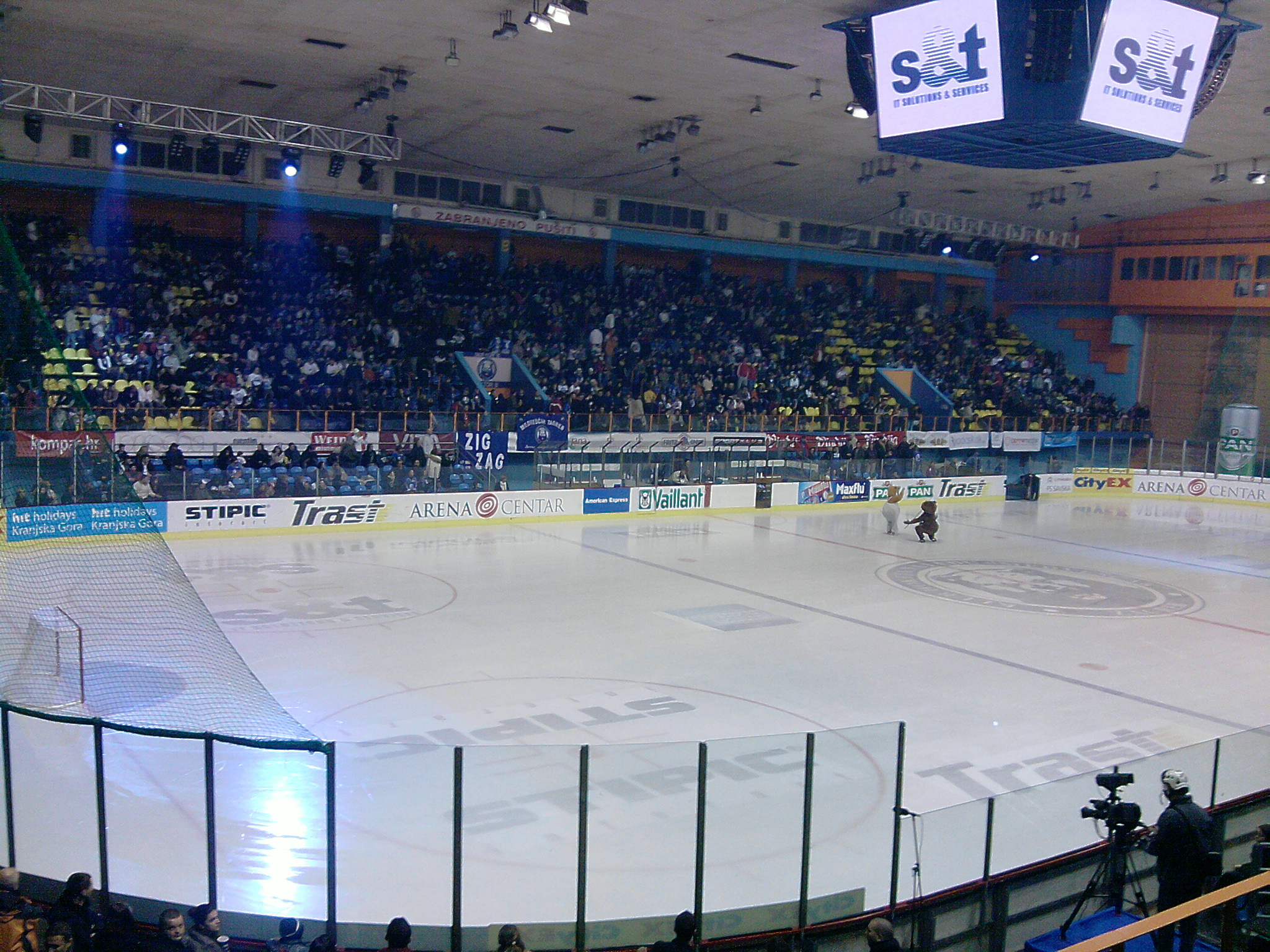
Interiér haly
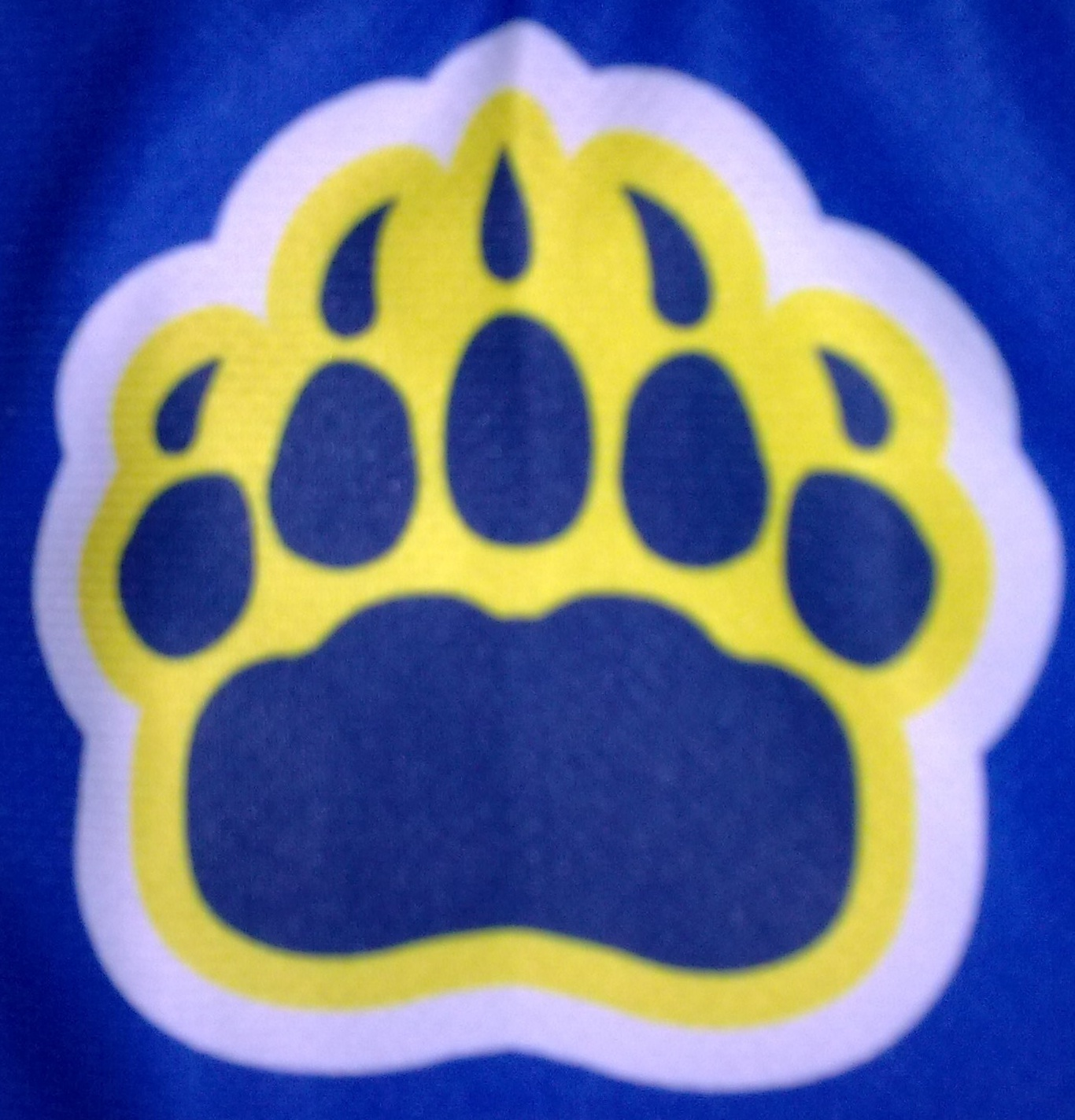
Alternativní logo